# Dicnemon
Dicnemon là một chi rêu trong họ Dicnemonaceae.